# Теја Дора: Стазама Рамонде
Теја Дора: Стазама Рамонде је документарни ТВ специјал Радио-телевизије Србије који описује живот и каријеру Теје Доре, представнице Србије на Песми Евровизије 2024. године у Малмеу. Филм прати Теју Дору од њених почетака у родном Бору, преко школовања на Берклију, до захтевних проба и на крају, наступа на Песми Евровизије. Емитовање специјала било уочи првог полуфинала Песме Евровизије, 7. маја 2024. године на РТС-у.